# Tempesta (Malika Ayane)
Tempesta è un brano della cantante italiana Malika Ayane distribuito come singolo l'11 settembre 2015. È il terzo singolo estratto dal quarto album Naïf. Il brano, durante la 12ª settimana del 2016, viene certificato dalla FIMI disco d'oro, per aver superato la soglia delle 25 000 copie vendute

## Il brano
Il brano esce l'11 settembre ed arriva dopo il grande successo estivo di Senza fare sul serio. Il testo del brano è scritto dalla stessa Malika insieme a Pacifico, mentre la musica è firmata da Shridhar Solanki, Simon Wilcox e Sid Solanki.
Tempesta è una danza uptempo contagiosa. La canzone si apre con un ritmo incalzante fino ad esplodere in un ritornello irresistibile e malinconico (“Che sia per sempre/un giorno solo un attimo/che sembri un pericolo/che sia per scherzo, sbaglio o per miracolo/purché sia tempesta”).
Il testo indaga e racconta della fugacità dei sentimenti e la complessità dei rapporti umani (“La libertà è un concetto semplice/se non rinunci al complicato"). Un brano ricco di sonorità differenti legate da un arrangiamento raffinato che esalta una delle voci più intense ed importanti della musica italiana.

## Video musicale
Il videoclip che accompagna il brano, diretto da Federico Brugia, è stato presentato in anteprima alla 72ª Mostra d'Arte Cinematografica di Venezia ed è ispirato al film indiano di Raja Nawathe Gumnaam cult movie anni sessanta di Bollywood.

## Classifiche

### Classifiche settimanali
| Classifica (2015) | Posizione massima |
| ----------------- | ----------------- |
| Italia            | 74                |